# Neukirchen am Ostrong
Neukirchen am Ostrong ist eine Ortschaft und als Neukirchen eine Katastralgemeinde in der Marktgemeinde Pöggstall im Bezirk Melk in Niederösterreich. Die Ortschaft hat 125 Einwohner (Stand 1. Jänner 2024). Von Anfang 1966 bis Ende 1971 war Neukirchen am Ostrong eine eigenständige Gemeinde.

## Geografie
Der Ort im Waldviertel liegt auf einer Anhöhe östlich der Bergkette Ostrong und südwestlich des Marktes Pöggstall.

## Geschichte
Urkundlich wurde der Ort um 1120 genannt. Der Kirchort ist der älteste Wallfahrtsort des Waldviertels. Laut Adressbuch von Österreich waren im Jahr 1938 in Neukirchen zwei Gastwirte, zwei Gemischtwarenhändler, ein Holz- und Viehhändler sowie einige Landwirte ansässig.
Bis Ende 1965 war der Ort Teil der selbständigen Gemeinde Bruck am Ostrong.
Im Zuge der Niederösterreichischen Kommunalstrukturverbesserung fusionierten mit 1. Jänner 1966 die bis dahin selbständigen Gemeinden Arndorf, Bruck am Ostrong und Mürfelndorf zu einer neuen Gemeinde, die den Namen Neukirchen am Ostrong erhielt.
Zum 1. Jänner 1972 wurden schließlich die Gemeinden Neukirchen am Ostrong und Weinling mit der Gemeinde Pöggstall zusammengelegt.

## Verbauung
Die zweigeschoßige großteils traufständige Verbauung entlang der nördlich der Kirche im rechten Winkel geknickten Straße wurde weitgehend erneuert.

## Kultur und Sehenswürdigkeiten
- Katholische Pfarrkirche Neukirchen am Ostrong Mariä Himmelfahrt
- Pfarrhof
- Bildstock mit Gnadenstuhl der Dreifaltigkeit

## Öffentliche Einrichtungen
In Neukirchen gibt es einen Kindergarten.